# Hydroptila phaon
Hydroptila phaon är en nattsländeart som beskrevs av Malicky 1976. Hydroptila phaon ingår i släktet Hydroptila och familjen smånattsländor. Inga underarter finns listade i Catalogue of Life.